# Le Petit Cheval bossu (film, 1941)
Pour les articles homonymes, voir Le Petit Cheval bossu.
Pour plus de détails, voir Fiche technique et Distribution.
Le Petit Cheval bossu (Конёк-Горбунок) est un film soviétique réalisé par Alexandre Rou, sorti en 1941,.

## Fiche technique
- Titre original : Конёк-Горбунок, Koniok-gorbounok
- Titre français : Le Petit Cheval bossu[3]
- Photographie : S. Antipov, Bentsion Monastyrski
- Musique : Leonid Polovinkine
- Décors : Alexeï Outkine
- Montage : Xenia Blinova